# Rasmus Trads
Niels Rasmus Trads Rasmussen (født 30. januar 1945 i Viborg) er tidligere administrerende direktør i PFA Byg da han i januar 1999 blev varetægtsfængslet og sad isolationsfængslet i mere end 40 dage, sigtet for dokumentfalsk.

## PFA-sagen
Rasmus Trads havde sammen med Kurt Thorsen forfalsket PFA-direktør André Lublins underskrift på økonomiske garantier til Ejendomsselskabet Norden og finansieringsselskabet Gefion – begge selskaber ejet af Kurt Thorsen.
I alt havde Rasmus Trads og Kurt Thorsen udstedt garantier for 1,8 milliarder kroner, mente man på dette tidspunkt. Beløbet voksede siden til det dobbelte – 3,7 milliarder kroner.
To dage senere blev også byggematadoren Kurt Thorsen varetægtsfængslet.
11. januar 2002 fik Kurt Thorsen 6 års fængsel og Rasmus Trads 4 års fængsel. Under afsoningen tog han 2003-2004 en journalistisk diplomuddannelse fra Danmarks Journalisthøjskole. Han blev løsladt i juni 2004, hvorefter han afsonede samfundstjeneste og var ansat som mediekonsulent i mediekoncernen Eniro indtil maj 2006. Ved siden af sit fuldtidsjob freelancede Rasmus Trads blandt andet for talkshowet Clement Direkte på DR2.